# Лисьи акулы
Лисьи акулы, или морские лисицы (лат. Alopias) — единственный род семейства лисьи акулы, или Акулы-лисицы, или морские лисицы, или трешеровые (Alopiidae) отряда ламнообразных. Эти акулы обитают во всех умеренных и тропических водах. К роду относят 3 вида. Характерной чертой является очень длинная верхняя лопасть хвостового плавника. Англоязычное название этих акул англ. thresher shark дословно переводится как «акула-молотилка». Это объясняется тем, что, охотясь, эти акулы используют свой длинный хвостовой плавник как хлыст, сбивая добычу в стаю и оглушая её.
В геологической летописи род известен со среднего эоцена.

## Таксономия
Впервые род описан в 1810 году. Название семейства и рода происходит от слова др.-греч. ἀλώπηξ — лиса. В настоящее время к роду относят 3 вида. Возможность существования четвёртого неописанного до сих пор вида, принадлежащего к роду лисьих акул, была отвергнута после аллозимного анализа, проведённого в 1995 году. Исследованный экземпляр был обнаружен в восточной части Тихого океана у побережья Нижней Калифорнии и ошибочно принят за большеглазую лисью акулу. До сих пор существовало лишь несколько образцов мышечных волокон, морфологические данные отсутствуют.

### Виды
- Alopias pelagicus Nakamura, 1935 — пелагическая лисья акула, или пелагическая морская лисица
- Alopias superciliosus Lowe, 1841 — большеглазая лисья акула, или большеглазая морская лисица
- Alopias vulpinus Bonnaterre, 1788 — лисья акула, или обыкновенная морская лисица
- †Alopias acutidens Casier, 1958
- †Alopias acutidens Casier, 1958
- †Alopias exigua Probst, 1879
- †Alopias latidens Leriche, 1909
  - †Alopias latidens alabamensis hite, 1956
  - †Alopias latidens carolinensis White, 1956
- †Alopias grandis Leriche, 1942
- †Alopias palatasi Kent, 2018 — зубастая лисья акула

## Филогенез и эволюция
На основании анализа цитохрома b Мартин и Нейлор в 1997 году пришли к заключению, что лисьи акулы образуют монофилетическую близкородственную группу с кладой, в которую входят гигантские акулы и ламновые акулы. Пелагическая большеротая акула была признана следующим ближайшим родственником этого таксона, хотя филогенетическая позиция этих видов определена ещё не чётко. Кладистический анализ на основе морфологических характеристик, проведённый в 1991 году Леонардом Компаньо, и анализ зубов, проведённый Симадой в 2005 году, подтвердили эту гипотезу.
Анализ вариантов аллоферментов, проведённый в 1995 году, показал, что внутри семейства лисья акула является наиболее базальным членом, имея близкородственные отношения с группой, содержащей непризнанный четвёртый вид рода лисьих акул и с кладой, в которую входят пелагическая и большеглазая лисьи акулы. Однако положение непризнанного четвёртого вида основывалось только на синапоморфии единственного экземпляра, поэтому остаётся неуверенность относительно его принадлежности.

## Ареал
Несмотря на то, что лисьих акул иногда видят в прибрежной зоне, это в первую очередь пелагические рыбы. Они предпочитают держаться в открытом море, опускаясь на глубину до 500 м. Обычные лисьи акулы обитают на континентальном шельфе у побережья Северной Америки, также Азии в северной части Тихого океана; в центральной и западной части Тихого океана они попадаются редко, где в основном водятся пелагические и большеглазые лисьи акулы.

## Описание
Характерной чертой лисьих акул является очень длинная верхняя лопасть хвостового плавника. Её длина может равняться длине тела акулы. Лисьи акулы — активные хищники, с помощью хвоста они способны оглушить жертву. У лисьих акул тело имеет форму торпеды, короткая и широкая голова с коническим, заострённым рылом. Имеются 5 пар коротких жаберных щелей. Последние 2 щели расположены над длинными и узкими грудными плавниками. Рот небольшой, изогнут в виде арки. По углам рта расположены губные борозды. Зубы небольшие, с гладкими краями. Глаза небольшие. Третье веко отсутствует.
Второй спинной и анальный плавники маленькие. Перед хвостовым плавником имеется дорсальная выемка. Система кровообращения модифицирована и позволяет удерживать метаболическую тепловую энергию.
Самым крупным современным видом является лисья акула Alopias vulpinus, которая достигает длины 6,1 м и веса свыше 500 кг. Максимальный зафиксированный размер большеглазой лисьей акулы составляет 4,9 м, а самым маленьким представителем рода является пелагическая лисья акула — её длина не превышает 3,3 м. Вымерший миоценовый вид Alopias grandis достигал сопоставимых размеров с большой белой акулой или даже более крупных.
У лисьих акул в целом стройное тело с небольшими спинными и длинными грудными плавниками. Окраска варьируется от коричневатого до голубовато- или сиреневато-серого цвета, брюхо светлое.

## Биология
Рацион лисьих акул состоит в основном из стайных пелагических рыб, таких как луфарь, молодые тунцы и скумбрии, а также кальмаров и каракатиц. Известно, что на мелководье они преследуют большие косяки рыб. Вторичным источником пищи служат ракообразные и морские птицы.
Лисьи акулы ведут одиночный образ жизни. В Индийском океане популяция лисьих акул территориально сегрегирована в зависимости от пола. Представители этого рода совершают миграции. Охотясь на стайных рыб они хлещут хвостом по воде, сбивая косяк в кучу и оглушая добычу. Лисьи акулы способны полностью выпрыгивать из воды и совершать обороты вокруг своей оси, что характерно лишь для нескольких видов акул.
Точно установлено, что у двух из трёх видов лисьих акул (лисья акула Alopias vulpinus и большеглазая лисья акулы) сердечно-сосудистая система модифицирована и действует как противотоковый теплообменник, что позволяет им сохранять метаболическую тепловую энергию. Подобное гомологичное строение, но ещё в более развитой форме наблюдается у сельдевых акул. Эта модификация представляет собой полосу красной мускулатуры, расположенной вдоль каждого бока, которая тесно связана с кровеносными сосудами. От этой мышечной полосы через сосуды вглубь тела акулы передаётся метаболическое тепло, что позволяет поддерживать и регулировать нагрев организма.
Размножение у лисьих акул не носит сезонного характера. Оплодотворение и развитие эмбрионов происходит внутриутробно. Лисьи акулы размножаются яйцеживорождением, в помёте от 2 до 4 новорождённых длиной до 150 см. После опустошения желточного мешка эмбрион начинает питаться неоплодотворёнными яйцами (внутриутробная оофагия). Лисьи акулы созревают медленно; самцы большеглазой лисьей акулы достигают половой зрелости в возрасте от 7 до 13 лет, а самки в возрасте от 8 до 14 лет. Срок жизни превышает 20 лет.

## Взаимодействие с человеком
Вид считается безопасным для человека. Эти акулы пугливы и моментально уплывают при появлении человека. Представляют средний интерес для коммерческого промысла. Являются объектом спортивного рыболовства. Их добывают ярусами и пелагическими и донными жаберными сетями. Из-за низкой плодовитости представители лисьи акулы очень сильно подвержены перелову. Согласно анализу пелагического ярусного улова в северо-западной Атлантике за период с 1986 по 2000 год численность лисьей и большеглазой лисьей акул снизилась на 80 %.